# 발렌타노
발렌타노(이탈리아어: Valentano)는 이탈리아 라치오주 비테르보도에 위치한 코무네다. 비테르보로부터 33km 거리에 있다.
도시 명칭의 유래는 아직 밝혀지지 않았다. 일부 밝혀진 바로는 에트루리아의 베렌툼(Verentum)이라고 한다.

## 자매 도시
- 영국 홀트휘슬
- 프랑스 생맹르그랑